# 小瀝源渠

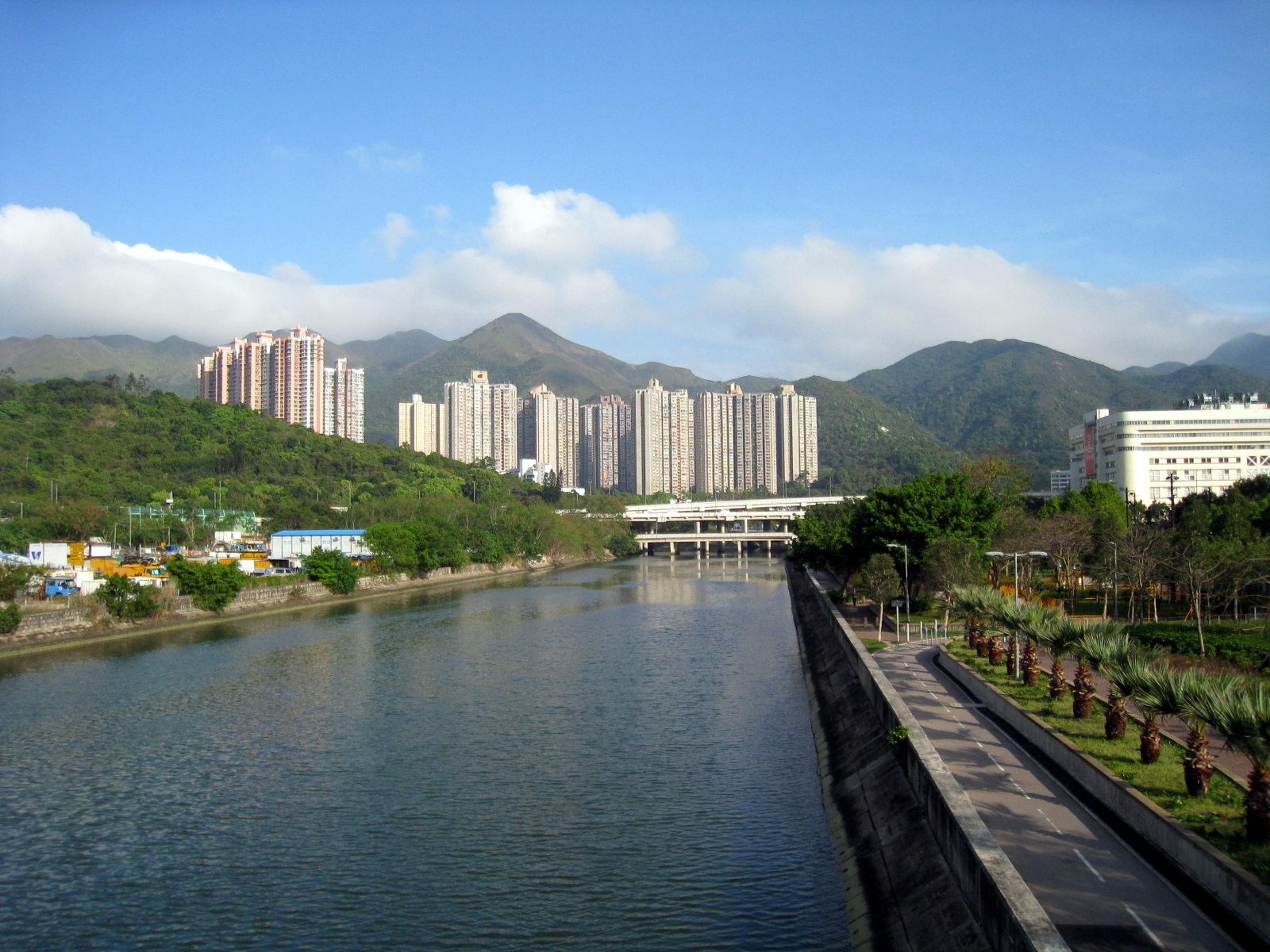
小瀝源渠(2008年)，當時碩門邨仍未建成

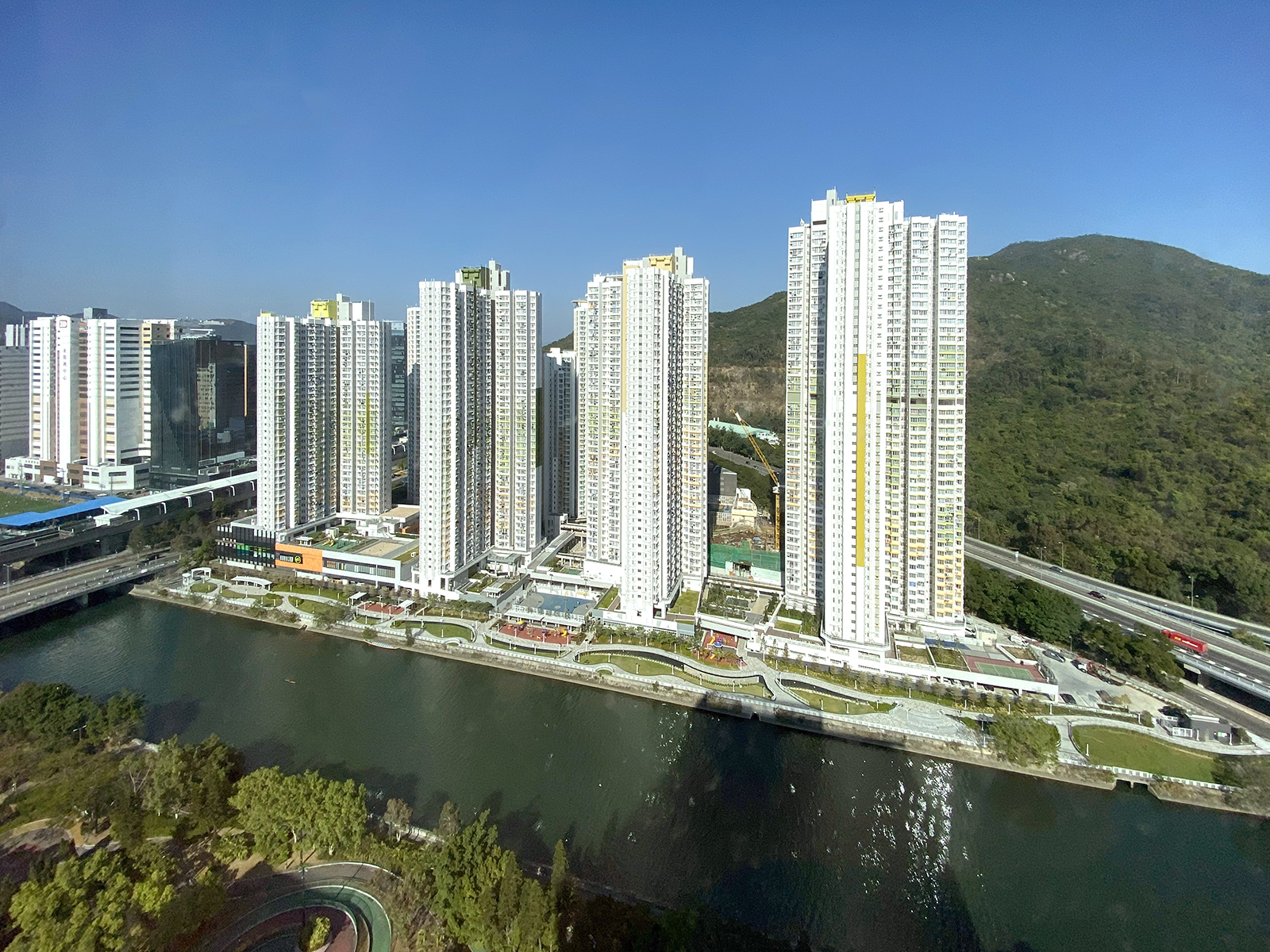
小瀝源渠近碩門邨(2019年)

小瀝源渠（英語：Siu Lek Yuen Nullah）是香港新界沙田區的一條明渠，起源於沙田觀音山上，經馬麗口坑、大老山隧道收費廣場及香港恒生大學，到小瀝源的小瀝源路起成為人工河道，在明星海鮮舫旁邊流入城門河，河口對向火炭渠河口北側的香港體育學院。
由沙田圍路至城門河一段，西岸為小瀝源路遊樂場，興建了不少綠化、休閒娛樂設施。